# Oskar Svensson
Oskar Svensson (Falun, 7 settembre 1995) è un fondista svedese.

## Biografia
Svensson, originario di Östersund e attivo in gare FIS dal dicembre del 2011, in Coppa del Mondo ha esordito il 1º marzo 2014 a Lahti (63°) e ha ottenuto il primo podio il 15 gennaio 2017 a Dobbiaco (2°). Ai Mondiali di Lahti 2017, suo esordio iridato, si è classificato 19° nella sprint. Ai XXIII Giochi olimpici invernali di Pyeongchang 2018, sua prima presenza olimpica, si è classificato 5º nella sprint; nella stagione successiva ai Mondiali di Seefeld in Tirol è stato 10º nella sprint, 29º nello skiathlon, 4º nella sprint a squadre e 5º nella staffetta. Il 6 febbraio 2021 ha conqusitato a Ulricehamn la prima vittoria in Coppa del Mondo e ai successivi Mondiali di Oberstdorf 2021 si è classificato 6º nella sprint, 6º nella sprint a squadre e 4º nella staffetta. L'anno dopo ai XXIV Giochi olimpici invernali di Pechino 2022 si è piazzato 6º nella sprint, 4º nella sprint a squadre e 4º nella staffetta; e Mondiali di Trondheim 2025 ha vinto la medaglia di bronzo nella sprint a squadre ed è stato 24º nella sprint.

## Palmarès

### Mondiali
- 1 medaglia
  - 1 bronzo (sprint a squadre a Trondheim 2025)

### Mondiali juniores
- 2 medaglie:
  - 1 argento (sprint a Val di Fiemme 2014)
  - 1 bronzo (staffetta a Liberec 2013)

### Coppa del Mondo
- Miglior piazzamento in classifica generale: 10º nel 2021
- 4 podi (2 individuali, 2 a squadre):
  - 1 vittoria (individuale)
  - 2 secondi posti (1 individuale, 1 a squadre)
  - 1 terzo posto (a squadre)

#### Coppa del Mondo - vittorie
| Data            | Località   | Nazione | Specialità |
| --------------- | ---------- | ------- | ---------- |
| 6 febbraio 2021 | Ulricehamn | Svezia  | SP TL      |

Legenda:

TL = tecnica libera

SP = sprint

#### Coppa del Mondo - competizioni intermedie
- 1 podio di tappa:
  - 1 vittoria

##### Coppa del Mondo - vittorie di tappa
| Data           | Località      | Nazione | Competizione | Disciplina |
| -------------- | ------------- | ------- | ------------ | ---------- |
| 9 gennaio 2021 | Val di Fiemme | Italia  | Tour de Ski  | SP TC      |

Legenda:

TC = tecnica classica

SP = sprint